# Metopius quambus
Metopius quambus là một loài tò vò trong họ Ichneumonidae.